# Посмішка для спадкоємця
Посмішка для спадкоємця (кор. 킹더랜드, англ. King the Land, дослівно: «Земля королів») — південнокорейський телесеріал, що розповідає історію про престижний готель, в якому працює Чхон Са Ран, що постійно щиро посміхається, та Ку Вон, син сім'ї чеболів, що не може терпіти фальшивих усмішок. Серіал виходив на телеканалі JTBC щосуботи й щонеділі з 17 червня по 6 серпня 2023, крім того, він також доступний на платформах TVING у Південній Кореї та Netflix у вибраних регіонах. У головних ролях Лі Чун Хо, Ім Юна, Ко Вон Хі, Кім Ка Ин, Ан Се Ха та Кім Че Вон.

## Сюжет
Чхон Са Ран, пройшовши співбесіду, починає працювати готельєром в готелі Кінг, а в той час Ку Вон зі своїм новим заступником Но Сан Сіком відправляється за кордон. Відтоді проходить близько 2 роки й Ку Вон повертається із закордону, щоб знайти свою маму, що раніше працювала в готелі Кінг. По поверненню в Корею він займає місце головного менеджера готелю та випадково зустрічає Са Ран, що працює в готелі. У той час її переводять на нове місце роботи в «Землю королів», частина готелю для VIP-осіб, і вона намагається пристосуватися до нової робочої атмосфери. Тоді Ку Вон зближається з Са Ран і починає більш відповідально ставитися до своєї посади, а також розпочинає змагатися із Ку Хва Ран за право керувати готелем Кінг та мати можливість захистити своїх людей, що працюють в готелі.

## Акторський склад

### Головні ролі
- Лі Чун Хо як Ку Вон[12][13]
  - Хан Чі Ан як Ку Вон у дитинстві

Він є сином у сім'ї чеболів, що володіють King Group. У дитинстві його мати раптово покинула, внаслідок чого Ку Вон отримав травму, що тепер не може нормально реагувати на фальшиві посмішки, а також через це сам рідко посміхається. Після повернення в Корею він зайняв місце головного генерального менеджера в готелі Кінг (King Hotel). В нього є сестра Ку Хва Ран, з якою в нього напруженні стосунки.
- Ім Юна як Чхон Са Ран[12][13]
  - Кан Хє Рін як Чхон Са Ран у дитинстві

Вона є готельеєром у готелі Кінг та найкращим працівником року. Пізніше її переводять в «Землю королів», лаунж готелю, в якій обслуговують віп-осіб. Вона має двох подружок О Пхьон Хва і Кан Да Иль.
- Ко Вон Хі як О Пхьон Хва[12][13]

Вона є подругою Са Ран і стюардесою в King Air. На роботі Пхьон Хва прагне отримати підвищення, але ніяк його отримати не може, через що стикається з утисками від своїх колег. Проте вона зближається з новим стюардом Ро Ун, що вирішує її підтримати.
- Кім Ка Ин як Кан Да Иль[12][13]

Вона є подругою Са Ран і працівницею Alanga, магазину безмитної торгівлі, що афілійований з King Group. Да Иль має сім'ю, в якій чоловік і його батьки все звалюють на неї, через що їй доводиться самостійно тягнути сім'ю на своїх плечах.
- Ан Се Ха як Но Сан Сік[12][13]

Він є помічником і другом Ку Вон, якого Ку Вон запримітив ще два роки тому під час проходження спів бесіди. Відтоді Сан Сік завжди тримається поряд із Ку Воном.
- Кім Че Вон як Лі Ро Ун[12][13]

Він є колегою Пхьон Хва і новим стюардом в King Air. Ро Ун вирішує зблизитися з Пхьон Хва та підтримувати її, попри ставлення до неї інших колег.

### Другорядні ролі

#### Сім'я Ку Вона
- Сон Пьон Хо як Ку Іль Хун[14][15]

Він є батьком Ку Вон і Хва Ран та головою King Group.
- Нам Кі Е як Хан Мі Со[16]

Вона є мати Ку Вон, що лишила його в дитинстві через конфлікт інтересів із King Group.
- Кім Сон Йон як Ку Хва Ран[14][17]
  - Чон Сін Джу як Ку Хва Ран у дитинстві

Вона є зведеною старшою сестрою Ку Вона та старшою донькою Ку Іль Хуна. Хва Ран також є директором King Hotel, King Air та King Fashion, до якої входить Alanga. Вона одружена з професором Юн та має сина Юн Чі Ху.
- Чон Вон Джо як професор Юн

Він є чоловіком Хва Ран, який хоче розлучитися з нею.
- Кім Тон Ха як Юн Чі Ху[18]

Він є сином Хва Ран і професора Юна, якому мати приділяє надто мало часу.

#### Сім'я Саран
- Кім Йон Ок як Чха Сун Хі[19]

Вона є бабусею Са Ран та її єдиним родичем, що підтримує Са Ран в складні моменти життя.

#### Працівники у King Group
- Кон Є Джі як Кім Су Мі[14][20]

Вона є менеджером в King Hotel. Су Мі не подобається Са Ран через її вміння та навички, що дозволили їй швидко піднятися кар'єрним сходам.
- Кім Чон Мін як Чон Мін Со[20]

Вона є головною менеджеркою в «Землі королів», лаунжі для VVIP осіб готелю Кінг.
- Чхве Чі Хьон як Хана[21]

Вона є частиною команди обслуговування в «Землі королів».
- Кім Чхе Юн як Турі[21]

Вона є частиною команди обслуговування в «Землі королів».
- Лі Хо Сок як Сехо[21]

Він є частиною команди обслуговування в «Землі королів».
- Лі Чі Хє як То Ра Хі[20]

Вона є супервізором в Alanga, що входить до King Fashion.

#### Інші
- Чхве Тхе Хван як Со Чхун Дже[21]

Він є чоловіком Да Иль.
- Лі Є Джу як Со Чхо Рон[21]

Вона є донькою Да Иль і Чхун Дже.

### Спеціальна поява
- Ан У Йон як Кон Ю Нам[22]
- Кім Сон Ин як старша бортпровідниця King Air (серія 1)[23]
- Лі Хє Сон як учасниця інтерв'ю на займання посади готельєра (серія 1)[24]
- Кан Кі Дун як Чхве Тхе Ман (серія 1)[14]
- Чін Сон Ґю як поліцейський (серія 4)[25]
- Анупам Тріпаті як принц Самір (серія 7-8)[26]

## Оригінальні звукові доріжки

### Повний альбом
| King the Land (Original Television Soundtrack), Диск 1 | King the Land (Original Television Soundtrack), Диск 1 | King the Land (Original Television Soundtrack), Диск 1 | King the Land (Original Television Soundtrack), Диск 1 | King the Land (Original Television Soundtrack), Диск 1 | King the Land (Original Television Soundtrack), Диск 1 |
| #                                                      | Назва                                                  | Автор слів                                             | Автор музики                                           | Виконавець                                             | Тривалість                                             |
| ------------------------------------------------------ | ------------------------------------------------------ | ------------------------------------------------------ | ------------------------------------------------------ | ------------------------------------------------------ | ------------------------------------------------------ |
| 1.                                                     | «Yellow Light»                                         | HUMBLER, Кім А Хьон, Лі Чхан У                         | HUMBLER, Кім А Хьон, Лі Чхан У                         | Кахо                                                   | 3:30                                                   |
| 2.                                                     | «Confess To You»                                       | Пак Чон Джун (AUG), Naiv                               | Naiv, Пак Чон Джун (AUG)                               | Лім Кім                                                | 3:07                                                   |
| 3.                                                     | «Get To You» (너에게 닿을게)                           | Кім А Хьон, HUMBLER                                    | HUMBLER, Кім А Хьон                                    | Чон Син Хван                                           | 3:27                                                   |
| 4.                                                     | «DIVE»                                                 | LuckyClover (AVEC)                                     | LuckyClover (AVEC)                                     | Кім У Джін                                             | 3:39                                                   |
| 5.                                                     | «Keep Me Busy»                                         | Sarah.J, Glody                                         | Sarah.J, Кім Мін Чхоль, Earn, Glody                    | Punch                                                  | 3:32                                                   |
| 6.                                                     | «You Are My» (그대는 나의)                             | Лі Та Хі                                               | Лі Та Хі                                               | Hynn                                                   | 3:01                                                   |
| 7.                                                     | «Fall in Love»                                         | yoda, Charles                                          | Кім Се Джін                                            | Чон Се Ун                                              | 3:27                                                   |
| 8.                                                     | «Perhaps Love» (사랑인걸까)                            | Кім Йон Сон, Со Че Ха                                  | Кім Йон Сон, Со Че Ха                                  | Мінсо                                                  | 3:54                                                   |
| 9.                                                     | «Everyday With You»                                    | Пак Хо Ґьон                                            | Пак Хо Ґьон, Пек Чхан Дже                              | Кьонсо                                                 | 2:50                                                   |

| King the Land (Original Television Soundtrack), Диск 2 | King the Land (Original Television Soundtrack), Диск 2 | King the Land (Original Television Soundtrack), Диск 2 | King the Land (Original Television Soundtrack), Диск 2 | King the Land (Original Television Soundtrack), Диск 2 |
| #                                                      | Назва                                                  | Автор музики                                           | Виконавець                                             | Тривалість                                             |
| ------------------------------------------------------ | ------------------------------------------------------ | ------------------------------------------------------ | ------------------------------------------------------ | ------------------------------------------------------ |
| 1.                                                     | «A Picky Man»                                          | Лі Хє Рім                                              | Лі Хє Рім                                              | 2:07                                                   |
| 2.                                                     | «Agony»                                                | Чон Чха Сік                                            | Чон Чха Сік                                            | 4:31                                                   |
| 3.                                                     | «Ali Baba»                                             | Romantisco                                             | Romantisco                                             | 1:57                                                   |
| 4.                                                     | «Alone»                                                | Пак Чон Ін                                             | Пак Чон Ін                                             | 2:36                                                   |
| 5.                                                     | «Already»                                              | Мен Че Джун                                            | Мен Че Джун                                            | 2:36                                                   |
| 6.                                                     | «Amazing Kingtheland»                                  | Лі Хє Рім                                              | Лі Хє Рім                                              | 1:03                                                   |
| 7.                                                     | «Ash Grey Blue»                                        | Сон Хан Мук                                            | Сон Хан Мук                                            | 2:42                                                   |
| 8.                                                     | «Asian Heat»                                           | Кім Йон Джін                                           | Кім Йон Джін                                           | 1:51                                                   |
| 9.                                                     | «Astral Tension»                                       | Мен Че Джун                                            | Мен Че Джун                                            | 2:09                                                   |
| 10.                                                    | «B Cut»                                                | Чон Чха Сік                                            | Чон Чха Сік                                            | 2:14                                                   |
| 11.                                                    | «Bangradi»                                             | Сон Хан Мук                                            | Сон Хан Мук                                            | 1:56                                                   |
| 12.                                                    | «Beat Back»                                            | Чон Чха Сік                                            | Чон Чха Сік                                            | 2:19                                                   |
| 13.                                                    | «Big Complainer»                                       | Romantisco                                             | Romantisco                                             | 2:55                                                   |
| 14.                                                    | «Blossom»                                              | Кім Му Хван                                            | Кім Му Хван                                            | 2:50                                                   |
| 15.                                                    | «Blurred»                                              | Пак Чон Ін                                             | Пак Чон Ін                                             | 4:05                                                   |
| 16.                                                    | «Bomb Track»                                           | Romantisco                                             | Romantisco                                             | 2:27                                                   |
| 17.                                                    | «Boss Man»                                             | Кім Йон Джін                                           | Кім Йон Джін                                           | 0:23                                                   |
| 18.                                                    | «Breathless»                                           | Мен Че Джун                                            | Мен Че Джун                                            | 2:12                                                   |
| 19.                                                    | «Brilliant Hotel»                                      | Romantisco                                             | Romantisco                                             | 1:57                                                   |
| 20.                                                    | «Broken Coin»                                          | Romantisco                                             | Romantisco                                             | 2:28                                                   |
| 21.                                                    | «Broken Heart»                                         | Лі Хє Рім                                              | Лі Хє Рім                                              | 2:44                                                   |
| 22.                                                    | «Bungalow»                                             | Чон Чха Сік                                            | Чон Чха Сік                                            | 3:17                                                   |
| 23.                                                    | «Busy»                                                 | Чон Чха Сік                                            | Чон Чха Сік                                            | 2:27                                                   |
| 24.                                                    | «Busy People Alone (Go)»                               | Му Сон Нам (Every Single Day)                          | Му Сон Нам (Every Single Day), Go Go King              | 4:50                                                   |
| 25.                                                    | «Busy People Comic (Jin)»                              | Му Сон Нам (Every Single Day)                          | Му Сон Нам (Every Single Day), Чін Сок Ґон             | 1:57                                                   |
| 26.                                                    | «Busy People Strings»                                  | Му Сон Нам (Every Single Day)                          | Му Сон Нам (Every Single Day), Мун Кю Хьок             | 3:51                                                   |
| 27.                                                    | «Cello Stac»                                           | Чон Чха Сік                                            | Чон Чха Сік                                            | 2:30                                                   |
| 28.                                                    | «Chick Cheek»                                          | Мен Че Джун                                            | Мен Че Джун                                            | 1:56                                                   |
| 29.                                                    | «Chime»                                                | Чон Чха Сік                                            | Чон Чха Сік                                            | 1:04                                                   |
| 30.                                                    | «Chopsticks»                                           | Пак Чон Ін                                             | Пак Чон Ін                                             | 0:48                                                   |
| 31.                                                    | «Chum»                                                 | Romantisco                                             | Romantisco                                             | 1:32                                                   |
| 32.                                                    | «Circus Hotel»                                         | Romantisco                                             | Romantisco                                             | 2:42                                                   |
| 33.                                                    | «Come with Me»                                         | Кім Му Хван                                            | Кім Му Хван                                            | 1:26                                                   |
| 34.                                                    | «Comic Memes»                                          | Мен Че Джун                                            | Мен Че Джун                                            | 1:52                                                   |
| 35.                                                    | «Commute»                                              | Мен Че Джун                                            | Мен Че Джун                                            | 2:25                                                   |
| 36.                                                    | «Coral Island»                                         | Romantisco                                             | Romantisco                                             | 2:12                                                   |
| 37.                                                    | «Cracker»                                              | Romantisco                                             | Romantisco                                             | 2:30                                                   |
| 38.                                                    | «Curious Pizz»                                         | Пак Чон Ін                                             | Пак Чон Ін                                             | 2:16                                                   |
| 39.                                                    | «Cymatics»                                             | Чон Чха Сік                                            | Чон Чха Сік                                            | 2:58                                                   |
| 40.                                                    | «Daily Life»                                           | Лі Хє Рім                                              | Лі Хє Рім                                              | 2:00                                                   |
| 41.                                                    | «Dandelion»                                            | Мен Че Джун                                            | Мен Че Джун                                            | 1:58                                                   |
| 42.                                                    | «Deep Blue Sky»                                        | Кім Йон Джін                                           | Кім Йон Джін                                           | 2:08                                                   |
| 43.                                                    | «Default»                                              | Romantisco                                             | Romantisco                                             | 3:24                                                   |
| 44.                                                    | «Desert Rat»                                           | Romantisco                                             | Romantisco                                             | 2:03                                                   |
| 45.                                                    | «Dilemma»                                              | Romantisco                                             | Romantisco                                             | 3:06                                                   |
| 46.                                                    | «Dolphins»                                             | Romantisco                                             | Romantisco                                             | 1:43                                                   |
| 47.                                                    | «Don't Break Down»                                     | Сон Хан Мук                                            | Сон Хан Мук                                            | 3:12                                                   |
| 48.                                                    | «Dream Girls»                                          | Лі Хє Рім                                              | Лі Хє Рім                                              | 1:37                                                   |
| 49.                                                    | «Dream Girls Var.»                                     | Лі Хє Рім                                              | Лі Хє Рім                                              | 1:37                                                   |
| 50.                                                    | «DumDum Moving»                                        | Сон Хан Мук                                            | Сон Хан Мук                                            | 2:10                                                   |
| 51.                                                    | «Dung Beetle»                                          | Romantisco                                             | Romantisco                                             | 2:11                                                   |
| 52.                                                    | «Extraordinary»                                        | Пак Чон Ін                                             | Пак Чон Ін                                             | 1:50                                                   |
| 53.                                                    | «Eyebrows»                                             | Чон Чха Сік                                            | Чон Чха Сік                                            | 2:33                                                   |
| 54.                                                    | «Facing»                                               | Сон Хан Мук                                            | Сон Хан Мук                                            | 2:07                                                   |
| 55.                                                    | «Feedies»                                              | Чон Чха Сік                                            | Чон Чха Сік                                            | 2:13                                                   |
| 56.                                                    | «Feel»                                                 | Чон Чха Сік                                            | Чон Чха Сік                                            | 0:30                                                   |
| 57.                                                    | «Fennec Fox»                                           | Romantisco                                             | Romantisco                                             | 2:24                                                   |
| 58.                                                    | «Find Friends»                                         | Сон Хан Мук                                            | Сон Хан Мук                                            | 2:18                                                   |
| 59.                                                    | «First Step»                                           | Лі Хє Рім                                              | Лі Хє Рім                                              | 1:54                                                   |
| 60.                                                    | «Fox Horror»                                           | Сон Хан Мук                                            | Сон Хан Мук                                            | 1:55                                                   |
| 61.                                                    | «Foxhole»                                              | Romantisco                                             | Romantisco                                             | 2:07                                                   |
| 62.                                                    | «Full Fool»                                            | Мен Че Джун                                            | Мен Че Джун                                            | 1:43                                                   |
| 63.                                                    | «Fun Fun»                                              | Пак Чон Ін                                             | Пак Чон Ін                                             | 1:47                                                   |
| 64.                                                    | «Funkabilly»                                           | Romantisco                                             | Romantisco                                             | 2:59                                                   |
| 65.                                                    | «Funkywave»                                            | Пе По Йон                                              | Пе По Йон                                              | 2:13                                                   |
| 66.                                                    | «Future Money»                                         | Кім Йон Джін                                           | Кім Йон Джін                                           | 1:51                                                   |
| 67.                                                    | «Futuristic Man»                                       | Кім Йон Джін                                           | Кім Йон Джін                                           | 1:59                                                   |
| 68.                                                    | «Get Out»                                              | Пак Чон Ін                                             | Пак Чон Ін                                             | 3:16                                                   |
| 69.                                                    | «Give Me»                                              | Чон Чха Сік                                            | Чон Чха Сік                                            | 1:40                                                   |
| 70.                                                    | «Go Out Bossa (Jin)»                                   | Му Сон Нам (Every Single Day)                          | Му Сон Нам (Every Single Day), Чін Сок Ґон             | 2:35                                                   |
| 71.                                                    | «Go Out Old Pop (Jin)»                                 | Му Сон Нам (Every Single Day)                          | Му Сон Нам (Every Single Day), Чін Сок Ґон             | 2:12                                                   |
| 72.                                                    | «Go Out Sad (Jin)»                                     | Му Сон Нам (Every Single Day)                          | Му Сон Нам (Every Single Day), Чін Сок Ґон             | 1:31                                                   |
| 73.                                                    | «Good Boss»                                            | Кім Йон Джін                                           | Кім Йон Джін                                           | 1:40                                                   |
| 74.                                                    | «Happy Bright Romantic»                                | Му Сон Нам (Every Single Day)                          | Му Сон Нам (Every Single Day), Кім Мін Хі              | 2:51                                                   |
| 75.                                                    | «Happy Hotel Comic (jung)»                             | Му Сон Нам (Every Single Day)                          | Му Сон Нам (Every Single Day), Чон Та Ин               | 1:58                                                   |
| 76.                                                    | «Happy Hotel Rock & Roll (Jin)»                        | Му Сон Нам (Every Single Day)                          | Му Сон Нам (Every Single Day), Чін Сок Ґон             | 2:01                                                   |
| 77.                                                    | «Happy Hotel Strings»                                  | Му Сон Нам (Every Single Day)                          | Му Сон Нам (Every Single Day), Кім Че Рім              | 3:28                                                   |
| 78.                                                    | «Happy Ji Hoo D»                                       | Мен Че Джун                                            | Мен Че Джун                                            | 1:44                                                   |
| 79.                                                    | «Having a Good Time»                                   | Кім Йон Джін                                           | Кім Йон Джін                                           | 1:44                                                   |
| 80.                                                    | «Hellish»                                              | Сон Хан Мук                                            | Сон Хан Мук                                            | 2:36                                                   |
| 81.                                                    | «His Suit»                                             | Лі Хє Рім                                              | Лі Хє Рім                                              | 2:21                                                   |
| 82.                                                    | «Holy moly»                                            | Мен Че Джун                                            | Мен Че Джун                                            | 1:55                                                   |
| 83.                                                    | «Horror Queen»                                         | Romantisco                                             | Romantisco                                             | 2:40                                                   |
| 84.                                                    | «I'm Not Fine But»                                     | Сон Хан Мук                                            | Сон Хан Мук                                            | 2:08                                                   |
| 85.                                                    | «Ice Magic»                                            | Romantisco                                             | Romantisco                                             | 0:48                                                   |
| 86.                                                    | «If I Did»                                             | Сон Хан Мук                                            | Сон Хан Мук                                            | 2:32                                                   |
| 87.                                                    | «I'm Your Boss»                                        | Лі Хє Рім                                              | Лі Хє Рім                                              | 1:38                                                   |
| 88.                                                    | «In My Heart»                                          | Лі Хє Рім                                              | Лі Хє Рім                                              | 3:00                                                   |
| 89.                                                    | «In the End»                                           | Пак Чон Ін                                             | Пак Чон Ін                                             | 3:44                                                   |
| 90.                                                    | «Infiltrate»                                           | Romantisco                                             | Romantisco                                             | 2:05                                                   |
| 91.                                                    | «Ironies»                                              | Сон Хан Мук                                            | Сон Хан Мук                                            | 1:55                                                   |
| 92.                                                    | «Irritate»                                             | Пак Чон Ін                                             | Пак Чон Ін                                             | 3:10                                                   |
| 93.                                                    | «K Wedding For You»                                    | Сон Хан Мук                                            | Сон Хан Мук                                            | 3:12                                                   |
| 94.                                                    | «Kind Of Love»                                         | Сон Хан Мук                                            | Сон Хан Мук                                            | 2:00                                                   |
| 95.                                                    | «King Minor String Emo Tension»                        | Му Сон Нам (Every Single Day)                          | Му Сон Нам (Every Single Day), Мун Кю Хьок             | 5:14                                                   |
| 96.                                                    | «King the Waltz Comic blues»                           | Му Сон Нам (Every Single Day)                          | Му Сон Нам (Every Single Day), Кім Мін Хі              | 3:08                                                   |
| 97.                                                    | «King The Waltz Poor (Kim)»                            | Му Сон Нам (Every Single Day)                          | Му Сон Нам (Every Single Day), Кім Мін Хі              | 2:35                                                   |
| 98.                                                    | «King The Waltz Strings»                               | Му Сон Нам (Every Single Day)                          | Му Сон Нам (Every Single Day), Мун Кю Хьок             | 4:36                                                   |
| 99.                                                    | «Kitten»                                               | Пак Чон Ін                                             | Пак Чон Ін                                             | 1:41                                                   |
| 100.                                                   | «Korean Wedding»                                       | Мен Че Джун                                            | Мен Че Джун                                            | 2:02                                                   |
| 101.                                                   | «Last Night Lonely»                                    | Му Сон Нам (Every Single Day)                          | Му Сон Нам (Every Single Day), Кім Чон Хван            | 3:19                                                   |
| 102.                                                   | «Last Night Mute (LIM)»                                | Му Сон Нам (Every Single Day)                          | Му Сон Нам (Every Single Day), Ім Тхе Йон              | 3:28                                                   |
| 103.                                                   | «Late night Mute (Jin)»                                | Му Сон Нам (Every Single Day)                          | Му Сон Нам (Every Single Day), Чін Сок Ґон             | 1:52                                                   |
| 104.                                                   | «Late Night Rhythm»                                    | Му Сон Нам (Every Single Day)                          | Му Сон Нам (Every Single Day), Кім Чон Хван            | 2:40                                                   |
| 105.                                                   | «Late Night Strings»                                   | Му Сон Нам (Every Single Day)                          | Му Сон Нам (Every Single Day), Кім Че Рім              | 3:05                                                   |
| 106.                                                   | «Latin Jazz»                                           | Чон Чха Сік                                            | Чон Чха Сік                                            | 3:00                                                   |
| 107.                                                   | «Little Boy EP»                                        | Му Сон Нам (Every Single Day)                          | Му Сон Нам (Every Single Day), Кім Мін Хі              | 3:52                                                   |
| 108.                                                   | «Lonely»                                               | Мен Че Джун                                            | Мен Че Джун                                            | 1:36                                                   |
| 109.                                                   | «Love Coast»                                           | Romantisco                                             | Romantisco                                             | 2:02                                                   |
| 110.                                                   | «Love From»                                            | Пак Чон Ін                                             | Пак Чон Ін                                             | 2:56                                                   |
| 111.                                                   | «Love is Lovely»                                       | Сон Хан Мук                                            | Сон Хан Мук                                            | 1:54                                                   |
| 112.                                                   | «Love Moment»                                          | Лі Хє Рім                                              | Лі Хє Рім                                              | 1:51                                                   |
| 113.                                                   | «Love perfume»                                         | Мен Че Джун                                            | Мен Че Джун                                            | 2:18                                                   |
| 114.                                                   | «Lovely Night»                                         | Кім Чі Хьон                                            | Кім Чі Хьон                                            | 3:15                                                   |
| 115.                                                   | «Low Power»                                            | Кім Йон Джін                                           | Кім Йон Джін                                           | 2:00                                                   |
| 116.                                                   | «Magical Moments»                                      | Мен Че Джун                                            | Мен Че Джун                                            | 2:10                                                   |
| 117.                                                   | «Match Point»                                          | Пак Чон Ін                                             | Пак Чон Ін                                             | 2:28                                                   |
| 118.                                                   | «Meerkat»                                              | Romantisco                                             | Romantisco                                             | 2:19                                                   |
| 119.                                                   | «Mellow Season»                                        | Сон Хан Мук                                            | Сон Хан Мук                                            | 2:42                                                   |
| 120.                                                   | «Memory»                                               | Кім Му Хван                                            | Кім Му Хван                                            | 2:38                                                   |
| 121.                                                   | «Messy»                                                | Пак Чон Ін                                             | Пак Чон Ін                                             | 1:50                                                   |
| 122.                                                   | «Mini»                                                 | Чон Чха Сік                                            | Чон Чха Сік                                            | 2:37                                                   |
| 123.                                                   | «Mission Possible»                                     | Romantisco                                             | Romantisco                                             | 2:05                                                   |
| 124.                                                   | «Moment»                                               | Пак Чон Ін                                             | Пак Чон Ін                                             | 1:45                                                   |
| 125.                                                   | «My Diary GTR Ver»                                     | Лі Хє Рім                                              | Лі Хє Рім                                              | 1:43                                                   |
| 126.                                                   | «My Diary Var.»                                        | Лі Хє Рім                                              | Лі Хє Рім                                              | 2:34                                                   |
| 127.                                                   | «Naughty»                                              | Мен Че Джун                                            | Мен Че Джун                                            | 1:42                                                   |
| 128.                                                   | «Obliteration»                                         | Romantisco                                             | Romantisco                                             | 3:03                                                   |
| 129.                                                   | «Odd Mirror»                                           | Romantisco                                             | Romantisco                                             | 2:40                                                   |
| 130.                                                   | «Overrun»                                              | Чон Чха Сік                                            | Чон Чха Сік                                            | 3:01                                                   |
| 131.                                                   | «Oye»                                                  | Чон Чха Сік                                            | Чон Чха Сік                                            | 2:49                                                   |
| 132.                                                   | «Picnic»                                               | Кім Му Хван                                            | Кім Му Хван                                            | 2:49                                                   |
| 133.                                                   | «Piece for King 01 (KIM)»                              | Му Сон Нам (Every Single Day)                          | Му Сон Нам (Every Single Day), Кім Мін Хі              | 2:09                                                   |
| 134.                                                   | «Piece for King 02 (KIM)»                              | Му Сон Нам (Every Single Day)                          | Му Сон Нам (Every Single Day), Кім Мін Хі              | 2:36                                                   |
| 135.                                                   | «Piggy»                                                | Чон Чха Сік                                            | Чон Чха Сік                                            | 2:05                                                   |
| 136.                                                   | «Play ball Comic (jun)»                                | Му Сон Нам (Every Single Day)                          | Му Сон Нам (Every Single Day)                          | 2:21                                                   |
| 137.                                                   | «Play Ball Ska (Jin)»                                  | Му Сон Нам (Every Single Day)                          | Му Сон Нам (Every Single Day), Чін Сок Ґон             | 2:33                                                   |
| 138.                                                   | «Play Ball Strings»                                    | Му Сон Нам (Every Single Day)                          | Му Сон Нам (Every Single Day), Мун Кю Хьок             | 3:25                                                   |
| 139.                                                   | «Play Baseball Comic (jung)»                           | Му Сон Нам (Every Single Day)                          | Му Сон Нам (Every Single Day), Чон Та Ин               | 1:26                                                   |
| 140.                                                   | «Play Box»                                             | Чон Чха Сік                                            | Чон Чха Сік                                            | 2:46                                                   |
| 141.                                                   | «Poop»                                                 | Пак Чон Ін                                             | Пак Чон Ін                                             | 1:55                                                   |
| 142.                                                   | «Poop End»                                             | Сон Хан Мук                                            | Сон Хан Мук                                            | 1:37                                                   |
| 143.                                                   | «Prince»                                               | Лі Хє Рім                                              | Лі Хє Рім                                              | 1:54                                                   |
| 144.                                                   | «PTSD»                                                 | Чон Чха Сік                                            | Чон Чха Сік                                            | 2:39                                                   |
| 145.                                                   | «Pure Smile»                                           | Пак Чон Ін                                             | Пак Чон Ін                                             | 2:17                                                   |
| 146.                                                   | «Quiet»                                                | Пак Чон Ін                                             | Пак Чон Ін                                             | 1:45                                                   |
| 147.                                                   | «Rich Arabian»                                         | Сон Хан Мук                                            | Сон Хан Мук                                            | 2:10                                                   |
| 148.                                                   | «Romantic Challenge (Kim)»                             | Му Сон Нам (Every Single Day)                          | Му Сон Нам (Every Single Day), Кім Мін Хі              | 2:14                                                   |
| 149.                                                   | «Roommate»                                             | Мен Че Джун                                            | Мен Че Джун                                            | 1:31                                                   |
| 150.                                                   | «Schema»                                               | Чон Чха Сік                                            | Чон Чха Сік                                            | 2:48                                                   |
| 151.                                                   | «Second Suit»                                          | Пак Чон Ін                                             | Пак Чон Ін                                             | 2:07                                                   |
| 152.                                                   | «Secretly Pain»                                        | Сон Хан Мук                                            | Сон Хан Мук                                            | 2:32                                                   |
| 153.                                                   | «Shake Boom»                                           | Чон Чха Сік                                            | Чон Чха Сік                                            | 2:27                                                   |
| 154.                                                   | «Sloppy Sloppy»                                        | Сон Хан Мук                                            | Сон Хан Мук                                            | 1:42                                                   |
| 155.                                                   | «Soft Warm»                                            | Пак Чон Ін                                             | Пак Чон Ін                                             | 1:57                                                   |
| 156.                                                   | «Starry»                                               | Чон Чха Сік                                            | Чон Чха Сік                                            | 2:38                                                   |
| 157.                                                   | «Suit»                                                 | Пак Чон Ін                                             | Пак Чон Ін                                             | 1:29                                                   |
| 158.                                                   | «Sunday Coffee Comic (jun)»                            | Му Сон Нам (Every Single Day)                          | Му Сон Нам (Every Single Day), Кім Хьон Джун           | 1:55                                                   |
| 159.                                                   | «Sunday Coffee Lovely (Jin)»                           | Му Сон Нам (Every Single Day)                          | Му Сон Нам (Every Single Day), Чін Сок Ґон             | 2:18                                                   |
| 160.                                                   | «Sunday Coffee Romantic»                               | Му Сон Нам (Every Single Day)                          | Му Сон Нам (Every Single Day), Кім Му Хван             | 3:52                                                   |
| 161.                                                   | «Sunshine»                                             | Кім Му Хван                                            | Кім Му Хван                                            | 2:47                                                   |
| 162.                                                   | «Sweet and bloody»                                     | Лі Хє Рім                                              | Лі Хє Рім                                              | 1:29                                                   |
| 163.                                                   | «Sweet Boy Beautiful (KIM)»                            | Му Сон Нам (Every Single Day)                          | Му Сон Нам (Every Single Day), Кім Мін Хі              | 2:28                                                   |
| 164.                                                   | «Sweet Boy Blue (LIM)»                                 | Му Сон Нам (Every Single Day)                          | Му Сон Нам (Every Single Day), Ім Тхе Йон              | 1:42                                                   |
| 165.                                                   | «Sweet Boy Minor Strings»                              | Му Сон Нам (Every Single Day)                          | Му Сон Нам (Every Single Day), Кім Че Рім              | 5:01                                                   |
| 166.                                                   | «Sweet Boy Mood (KIM)»                                 | Му Сон Нам (Every Single Day)                          | Му Сон Нам (Every Single Day), Кім Мін Хі              | 2:52                                                   |
| 167.                                                   | «Sweet Boy Strings»                                    | Му Сон Нам (Every Single Day)                          | Му Сон Нам (Every Single Day), Мун Кю Хьок             | 4:19                                                   |
| 168.                                                   | «Thai Thai»                                            | Мен Че Джун                                            | Мен Че Джун                                            | 1:47                                                   |
| 169.                                                   | «The Downside World»                                   | Сон Хан Мук                                            | Сон Хан Мук                                            | 1:20                                                   |
| 170.                                                   | «The Spirit Of Knight»                                 | Сон Хан Мук                                            | Сон Хан Мук                                            | 2:20                                                   |
| 171.                                                   | «The Trio»                                             | Мен Че Джун                                            | Мен Че Джун                                            | 1:39                                                   |
| 172.                                                   | «Time to Blossom»                                      | Пак Чон Ін                                             | Пак Чон Ін                                             | 3:44                                                   |
| 173.                                                   | «Tiny Tiny»                                            | Кім Йон Джін                                           | Кім Йон Джін                                           | 1:55                                                   |
| 174.                                                   | «Tube»                                                 | Чон Чха Сік                                            | Чон Чха Сік                                            | 2:17                                                   |
| 175.                                                   | «Underborn»                                            | Чон Чха Сік                                            | Чон Чха Сік                                            | 3:41                                                   |
| 176.                                                   | «Unknown Future»                                       | Сон Хан Мук                                            | Сон Хан Мук                                            | 2:44                                                   |
| 177.                                                   | «Unsteady»                                             | Сон Хан Мук                                            | Сон Хан Мук                                            | 1:59                                                   |
| 178.                                                   | «Untouchable»                                          | Мен Че Джун                                            | Мен Че Джун                                            | 3:10                                                   |
| 179.                                                   | «Upside Down»                                          | Сон Хан Мук                                            | Сон Хан Мук                                            | 2:24                                                   |
| 180.                                                   | «Upward Curve»                                         | Сон Хан Мук                                            | Сон Хан Мук                                            | 2:11                                                   |
| 181.                                                   | «Versus»                                               | Сон Хан Мук                                            | Сон Хан Мук                                            | 2:50                                                   |
| 182.                                                   | «Waltz In The Garden»                                  | Сон Хан Мук                                            | Сон Хан Мук                                            | 2:27                                                   |
| 183.                                                   | «What the»                                             | Кім Йон Джін                                           | Кім Йон Джін                                           | 1:40                                                   |
| 184.                                                   | «Which One»                                            | Сон Хан Мук                                            | Сон Хан Мук                                            | 3:33                                                   |
| 185.                                                   | «Who are You»                                          | Лі Хє Рім                                              | Лі Хє Рім                                              | 1:45                                                   |
| 186.                                                   | «Who is It»                                            | Мен Че Джун                                            | Мен Че Джун                                            | 0:15                                                   |
| 187.                                                   | «Who You Are»                                          | Сон Хан Мук                                            | Сон Хан Мук                                            | 1:41                                                   |
| 188.                                                   | «Won Waltz»                                            | Му Сон Нам (Every Single Day)                          | Му Сон Нам (Every Single Day), Go Go King              | 1:42                                                   |
| 189.                                                   | «Wonderland»                                           | Лі Хє Рім                                              | Лі Хє Рім                                              | 0:41                                                   |
| 190.                                                   | «World Time»                                           | Сон Хан Мук                                            | Сон Хан Мук                                            | 2:20                                                   |
| 191.                                                   | «What» (뭐라고)                                        | Кім Му Хван                                            | Кім Му Хван                                            | 1:55                                                   |
| 192.                                                   | «Round and Round» (빙글빙글)                           | Кім Му Хван                                            | Кім Му Хван                                            | 2:34                                                   |
| 193.                                                   | «Clap Clap» (뽀짝뽀짝)                                 | Кім Му Хван                                            | Кім Му Хван                                            | 2:27                                                   |
| 194.                                                   | «Teasing» (티격태격)                                   | Пе По Йон                                              | Пе По Йон                                              | 2:26                                                   |

### Альбом частинами
| King the Land (Original Television Soundtrack), Part 1 | King the Land (Original Television Soundtrack), Part 1 | King the Land (Original Television Soundtrack), Part 1 | King the Land (Original Television Soundtrack), Part 1 | King the Land (Original Television Soundtrack), Part 1 | King the Land (Original Television Soundtrack), Part 1 |
| #                                                      | Назва                                                  | Автор слів                                             | Автор музики                                           | Виконавець                                             | Тривалість                                             |
| ------------------------------------------------------ | ------------------------------------------------------ | ------------------------------------------------------ | ------------------------------------------------------ | ------------------------------------------------------ | ------------------------------------------------------ |
| 1.                                                     | «Yellow Light»                                         | HUMBLER, Кім А Хьон, Лі Чхан У                         | HUMBLER, Кім А Хьон, Лі Чхан У                         | Кахо                                                   | 3:30                                                   |
| 2.                                                     | «Yellow Light (Inst.)»                                 |                                                        | HUMBLER, Кім А Хьон, Лі Чхан У                         | Кахо                                                   | 3:30                                                   |

| King the Land (Original Television Soundtrack), Part 2 | King the Land (Original Television Soundtrack), Part 2 | King the Land (Original Television Soundtrack), Part 2 | King the Land (Original Television Soundtrack), Part 2 | King the Land (Original Television Soundtrack), Part 2 | King the Land (Original Television Soundtrack), Part 2 |
| #                                                      | Назва                                                  | Автор слів                                             | Автор музики                                           | Виконавець                                             | Тривалість                                             |
| ------------------------------------------------------ | ------------------------------------------------------ | ------------------------------------------------------ | ------------------------------------------------------ | ------------------------------------------------------ | ------------------------------------------------------ |
| 1.                                                     | «Confess To You»                                       | Пак Чон Джун (AUG), Naiv                               | Naiv, Пак Чон Джун (AUG)                               | Лім Кім                                                | 3:07                                                   |
| 2.                                                     | «Confess To You (Inst.)»                               |                                                        | Naiv, Пак Чон Джун (AUG)                               | Лім Кім                                                | 3:07                                                   |

| King the Land (Original Television Soundtrack), Part 3 | King the Land (Original Television Soundtrack), Part 3 | King the Land (Original Television Soundtrack), Part 3 | King the Land (Original Television Soundtrack), Part 3 | King the Land (Original Television Soundtrack), Part 3 | King the Land (Original Television Soundtrack), Part 3 |
| #                                                      | Назва                                                  | Автор слів                                             | Автор музики                                           | Виконавець                                             | Тривалість                                             |
| ------------------------------------------------------ | ------------------------------------------------------ | ------------------------------------------------------ | ------------------------------------------------------ | ------------------------------------------------------ | ------------------------------------------------------ |
| 1.                                                     | «Get To You» (너에게 닿을게)                           | Кім А Хьон, HUMBLER                                    | HUMBLER, Кім А Хьон                                    | Чон Син Хван                                           | 3:27                                                   |
| 2.                                                     | «Get To You (Inst.)» (너에게 닿을게 (Inst.))           |                                                        | HUMBLER, Кім А Хьон                                    | Чон Син Хван                                           | 3:27                                                   |

| King the Land (Original Television Soundtrack), Part 4 | King the Land (Original Television Soundtrack), Part 4 | King the Land (Original Television Soundtrack), Part 4 | King the Land (Original Television Soundtrack), Part 4 | King the Land (Original Television Soundtrack), Part 4 | King the Land (Original Television Soundtrack), Part 4 |
| #                                                      | Назва                                                  | Автор слів                                             | Автор музики                                           | Виконавець                                             | Тривалість                                             |
| ------------------------------------------------------ | ------------------------------------------------------ | ------------------------------------------------------ | ------------------------------------------------------ | ------------------------------------------------------ | ------------------------------------------------------ |
| 1.                                                     | «DIVE»                                                 | LuckyClover (AVEC)                                     | LuckyClover (AVEC)                                     | Кім У Джін                                             | 3:39                                                   |
| 2.                                                     | «DIVE (Inst.)»                                         |                                                        | LuckyClover (AVEC)                                     | Кім У Джін                                             | 3:39                                                   |

| King the Land (Original Television Soundtrack), Part 5 | King the Land (Original Television Soundtrack), Part 5 | King the Land (Original Television Soundtrack), Part 5 | King the Land (Original Television Soundtrack), Part 5 | King the Land (Original Television Soundtrack), Part 5 | King the Land (Original Television Soundtrack), Part 5 |
| #                                                      | Назва                                                  | Автор слів                                             | Автор музики                                           | Виконавець                                             | Тривалість                                             |
| ------------------------------------------------------ | ------------------------------------------------------ | ------------------------------------------------------ | ------------------------------------------------------ | ------------------------------------------------------ | ------------------------------------------------------ |
| 1.                                                     | «Keep Me Busy»                                         | Sarah.J, Glody                                         | Sarah.J, Кім Мін Чхоль, Earn, Glody                    | Punch                                                  | 3:32                                                   |
| 2.                                                     | «Keep Me Busy (Inst.)»                                 |                                                        | Sarah.J, Кім Мін Чхоль, Earn, Glody                    | Punch                                                  | 3:32                                                   |

| King the Land (Original Television Soundtrack), Part 6 | King the Land (Original Television Soundtrack), Part 6 | King the Land (Original Television Soundtrack), Part 6 | King the Land (Original Television Soundtrack), Part 6 | King the Land (Original Television Soundtrack), Part 6 | King the Land (Original Television Soundtrack), Part 6 |
| #                                                      | Назва                                                  | Автор слів                                             | Автор музики                                           | Виконавець                                             | Тривалість                                             |
| ------------------------------------------------------ | ------------------------------------------------------ | ------------------------------------------------------ | ------------------------------------------------------ | ------------------------------------------------------ | ------------------------------------------------------ |
| 1.                                                     | «You Are My» (그대는 나의)                             | Лі Та Хі                                               | Лі Та Хі                                               | Hynn                                                   | 3:01                                                   |
| 2.                                                     | «You Are My (Inst.)» (그대는 나의 (Inst.))             |                                                        | Лі Та Хі                                               | Hynn                                                   | 3:01                                                   |

| King the Land (Original Television Soundtrack), Part 7 | King the Land (Original Television Soundtrack), Part 7 | King the Land (Original Television Soundtrack), Part 7 | King the Land (Original Television Soundtrack), Part 7 | King the Land (Original Television Soundtrack), Part 7 | King the Land (Original Television Soundtrack), Part 7 |
| #                                                      | Назва                                                  | Автор слів                                             | Автор музики                                           | Виконавець                                             | Тривалість                                             |
| ------------------------------------------------------ | ------------------------------------------------------ | ------------------------------------------------------ | ------------------------------------------------------ | ------------------------------------------------------ | ------------------------------------------------------ |
| 1.                                                     | «Fall in Love»                                         | yoda, Charles                                          | Кім Се Джін                                            | Чон Се Ун                                              | 3:27                                                   |
| 2.                                                     | «Fall in Love (Inst.)»                                 |                                                        | Кім Се Джін                                            | Чон Се Ун                                              | 3:27                                                   |

| King the Land (Original Television Soundtrack), Part 8 | King the Land (Original Television Soundtrack), Part 8 | King the Land (Original Television Soundtrack), Part 8 | King the Land (Original Television Soundtrack), Part 8 | King the Land (Original Television Soundtrack), Part 8 | King the Land (Original Television Soundtrack), Part 8 |
| #                                                      | Назва                                                  | Автор слів                                             | Автор музики                                           | Виконавець                                             | Тривалість                                             |
| ------------------------------------------------------ | ------------------------------------------------------ | ------------------------------------------------------ | ------------------------------------------------------ | ------------------------------------------------------ | ------------------------------------------------------ |
| 1.                                                     | «Perhaps Love» (사랑인걸까)                            | Кім Йон Сон, Со Че Ха                                  | Кім Йон Сон, Со Че Ха                                  | Мінсо                                                  | 3:54                                                   |
| 2.                                                     | «Perhaps Love (Inst.)» (사랑인걸까 (Inst.))            |                                                        | Кім Йон Сон, Со Че Ха                                  | Мінсо                                                  | 3:54                                                   |

| King the Land (Original Television Soundtrack), Part 9 | King the Land (Original Television Soundtrack), Part 9 | King the Land (Original Television Soundtrack), Part 9 | King the Land (Original Television Soundtrack), Part 9 | King the Land (Original Television Soundtrack), Part 9 | King the Land (Original Television Soundtrack), Part 9 |
| #                                                      | Назва                                                  | Автор слів                                             | Автор музики                                           | Виконавець                                             | Тривалість                                             |
| ------------------------------------------------------ | ------------------------------------------------------ | ------------------------------------------------------ | ------------------------------------------------------ | ------------------------------------------------------ | ------------------------------------------------------ |
| 1.                                                     | «Everyday With You»                                    | Пак Хо Ґьон                                            | Пак Хо Ґьон, Пек Чхан Дже                              | Кьонсо                                                 | 2:50                                                   |
| 2.                                                     | «Everyday With You (Inst.)»                            |                                                        | Пак Хо Ґьон, Пек Чхан Дже                              | Кьонсо                                                 | 2:50                                                   |

## Рейтинги
Найнижчі рейтинги позначені синім кольором, а найвищі — червоним кольором.
| Серія            | Дата показу      | Середнє значення кількості переглядів (Nielsen Korea) | Середнє значення кількості переглядів (Nielsen Korea) |
| Серія            | Дата показу      | Загальнонаціональні                                   | Сеул                                                  |
| ---------------- | ---------------- | ----------------------------------------------------- | ----------------------------------------------------- |
| 1                | 17 червня 2023   | 5,075 % (1ше)                                         | 5,344 % (1ше)                                         |
| 2                | 18 червня 2023   | 7,544 % (1ше)                                         | 8,255 % (1ше)                                         |
| 3                | 24 червня 2023   | 9,145 % (1ше)                                         | 10,671 % (1ше)                                        |
| 4                | 25 червня 2023   | 9,645 % (1ше)                                         | 10,003 % (1ше)                                        |
| 5                | 1 липня 2023     | 9,672 % (1ше)                                         | 10,590 % (1ше)                                        |
| 6                | 2 липня 2023     | 12,017 % (1ше)                                        | 12,607 % (1ше)                                        |
| 7                | 8 липня 2023     | 10,607 % (1ше)                                        | 11,496 % (1ше)                                        |
| 8                | 9 липня 2023     | 12,317 % (1ше)                                        | 13,427 % (1ше)                                        |
| 9                | 15 липня 2023    | 10,196 % (1ше)                                        | 11,174 % (1ше)                                        |
| 10               | 16 липня 2023    | 11,303 % (1ше)                                        | 12,351 % (1ше)                                        |
| 11               | 22 липня 2023    | 9,003 % (1ше)                                         | 10,062 % (1ше)                                        |
| 12               | 23 липня 2023    | 10,977 % (1ше)                                        | 11,552 % (1ше)                                        |
| 13               | 29 липня 2023    | 9,388 % (1ше)                                         | 9,506 % (1ше)                                         |
| 14               | 30 липня 2023    | 10,651 % (1ше)                                        | 10,965 % (1ше)                                        |
| 15               | 5 серпня 2023    | 11,943 % (1ше)                                        | 13,583 % (1ше)                                        |
| 16               | 6 серпня 2023    | 13,789 % (1ше)                                        | 14,534 % (1ше)                                        |
| Середнє значення | Середнє значення | 10,205 %                                              | 11,008 %                                              |

## Нагороди та номінації
| Церемонія нагородження                             | Рік  | Категорія                                              | Номінант                  | Результат | Прим.         |
| -------------------------------------------------- | ---- | ------------------------------------------------------ | ------------------------- | --------- | ------------- |
| Премія азійський артист                            | 2023 | Великий приз (Тесан) — Телесеріали/Фільми (Актор року) | Лі Чун Хо                 | Перемога  | [ 49 ] [ 50 ] |
| Премія азійський артист                            | 2023 | Нагорода за популярність (Телесеріали/Фільми)          | Лі Чун Хо                 | Перемога  | [ 49 ] [ 50 ] |
| Премія корейської драми                            | 2023 | Найкращий актор другого плану                          | Ан Се Ха                  | Перемога  | [ 51 ]        |
| Премія «Зірок МААТР»                               | 2023 | Великий приз (Тесан)                                   | Лі Чун Хо                 | Перемога  | [ 52 ] [ 53 ] |
| Премія «Зірок МААТР»                               | 2023 | Глобальна зірка                                        | Лі Чун Хо                 | Перемога  | [ 52 ] [ 53 ] |
| Премія «Зірок МААТР»                               | 2023 | Найкращий персонаж                                     | Лі Чун Хо                 | Перемога  | [ 52 ] [ 53 ] |
| Премія «Зірок МААТР»                               | 2023 | Нагорода «Популярна зірка» (актори)                    | Лі Чун Хо                 | Перемога  | [ 52 ] [ 53 ] |
| Премія «Зірок МААТР»                               | 2023 | Нагорода «Популярна зірка» (акторки)                   | Ім Юна                    | Перемога  | [ 52 ] [ 53 ] |
| Премія «Зірок МААТР»                               | 2023 | Найкраща пара                                          | Лі Чун Хо та Ім Юна       | Перемога  | [ 52 ] [ 53 ] |
| Премія Fundex                                      | 2023 | Великий приз (Тесан) (актор/акторка телесеріалу)       | Лі Чун Хо                 | Перемога  | [ 54 ]        |
| Премія Fundex                                      | 2023 | Найкраща акторка телесеріалу                           | Ім Юна                    | Перемога  | [ 54 ]        |
| Премія дня прав споживачів: KCA культура і розваги | 2023 | Вибір глядачів — Акторка року                          | Ім Юна                    | Перемога  | [ 55 ]        |
| Премія дня прав споживачів: KCA культура і розваги | 2023 | Вибір глядачів — Драма року                            | «Посмішка для спадкоємця» | Перемога  | [ 55 ]        |

## Виноски
1. ↑  Земля королів — це частини готелю King Hotel, яка призначена для VVIP осіб.
2. ↑  Скорочення від Korea Customer Appraisal (кор. 한국소비자평가, дослівно: Оцінка корейських споживачів) — південнокорейська компанія, що замається дослідженням корейських споживачів.